# Талль-Кайф
Талль-Кайф (араб. تلكيف‎, сир. ܬܠ ܟܐܦܐ) — город на севере Ирака, расположенный на территории мухафазы Найнава. Административный центр одноимённого округа.

## Географическое положение
Город находится в северной части мухафазы, в северной части Месопотамской низменности, на высоте 301 метра над уровнем моря.

Талль-Кайф расположен на расстоянии приблизительно 8 километров к северу от Мосула, административного центра провинции и на расстоянии 360 километров к северо-северо-западу (NNW) от Багдада, столицы страны.

## Население
По данным последней официальной переписи 1965 года, население составляло 7 381 человек.
Динамика численности населения города по годам:
| 1965  | 2012   |
| ----- | ------ |
| 7 381 | 15 707 |

В национальном составе населения преобладают ассирийцы.

## Известные уроженцы
- Иосиф VI — патриарх Халдейской католической церкви в 1696-1713 годах[6].
- Эммануэль III Делли — патриарх Халдейской католической церкви в 2003-2012 годах[6].
- Тарик Азиз — иракский общественный, политический и государственный деятель.